# خوسيه غيرا
خوسيه غيرا هو غطاس كوبي، ولد في 9 أغسطس 1979 في سانتياغو دي كوبا في كوبا.

## وصلات خارجية
- خوسيه غيرا على موقع الاتحاد الدولي للسباحة (الإنجليزية)
- خوسيه غيرا على موقع قاعدة بيانات الغوص IAT (الألمانية)
- خوسيه غيرا على موقع أوليمبيديا (الإنجليزية)